# Омельшино
Омельшино — деревня в Сокольском районе Вологодской области.
Входит в состав Пельшемского сельского поселения, с точки зрения административно-территориального деления — в Пельшемский сельсовет.
Расстояние по автодороге до районного центра Сокола — 45 км, до центра муниципального образования Марковского — 8 км. Ближайшие населённые пункты — Старое, Поповское, Исаково.
По данным переписи в 2002 году постоянного населения не было.